# Leucanella contei
Leucanella contei är en fjärilsart som beskrevs av Lemaire 1966. Leucanella contei ingår i släktet Leucanella och familjen påfågelsspinnare. Inga underarter finns listade i Catalogue of Life.